# Youth Cup kobiet w kombinacji norweskiej 2023/2024
Sezon 2023/2024 Youth Cup kobiet w kombinacji norweskiej. Rywalizacja rozpoczęła się 25 sierpnia 2023 w niemieckim Oberwiesenthal, natomiast zakończyła się 7 stycznia 2024 w czeskim Harrachovie.
W grupie Youth I w sezonie 2023/2024 startowały zawodniczki urodzone w latach 2009-2011, natomiast w grupie Youth II zawodniczki urodzone w latach 2006-2008.

## Kalendarz i wyniki Youth I
| Lp. | Data             | Miejscowość    | Konkurencja           | 1. miejsce             | 2. miejsce             | 3. miejsce         |
| --- | ---------------- | -------------- | --------------------- | ---------------------- | ---------------------- | ------------------ |
| 1.  | 25 sierpnia 2023 | Oberwiesenthal | Gundersen HS69/4 km   | Maša Likozar Brankovič | Anna Brandner          | Julie Ošmerová     |
| 2.  | 26 sierpnia 2023 | Oberwiesenthal | Gundersen HS69/3 km   | Maša Likozar Brankovič | Kira Mária Kapustíková | Karina Kozłowa     |
| 3.  | 6 stycznia 2024  | Harrachov      | Gundersen HS73/3,2 km | Maša Likozar Brankovič | Anna Brandner          | Leonie Runggaldier |
| 4.  | 7 stycznia 2024  | Harrachov      | Gundersen HS73/2,4 km | Maša Likozar Brankovič | Leonie Runggaldier     | Ingrid Græsli      |

## Kalendarz i wyniki Youth II
| Lp. | Data             | Miejscowość    | Konkurencja           | 1. miejsce  | 2. miejsce             | 3. miejsce          |
| --- | ---------------- | -------------- | --------------------- | ----------- | ---------------------- | ------------------- |
| 1.  | 25 sierpnia 2023 | Oberwiesenthal | Gundersen HS69/5 km   | Giulia Belz | Mara-Jolie Schlossarek | Giada Delugan       |
| 2.  | 26 sierpnia 2023 | Oberwiesenthal | Gundersen HS69/5 km   | Giulia Belz | Tia Malovrh            | Anna Senoner        |
| 3.  | 6 stycznia 2024  | Harrachov      | Gundersen HS73/4,8 km | Giulia Belz | Eva-Maria Holzer       | Ludovica Del Bianco |
| 4.  | 7 stycznia 2024  | Harrachov      | Gundersen HS73/2,4 km | Giulia Belz | Ludovica Del Bianco    | Natálie Nejedlová   |

## Klasyfikacje
| Lp. | Zawodnik               | Punkty |
| --- | ---------------------- | ------ |
| 1.  | Maša Likozar Brankovič | 400    |
| 2.  | Leonie Runggaldier     | 209    |
| 3.  | Anna Brandner          | 205    |
| 4.  | Julie Ošmerová         | 187    |
| 5.  | Karina Kozłowa         | 177    |
| =   | Pia Schneider          | 177    |
| 7.  | Pia Loh                | 148    |
| 8.  | Kira Mária Kapustíková | 146    |
| 9.  | Ingrid Græsli          | 137    |
| 10. | Marit Lehmann          | 119    |

| Lp. | Zawodnik               | Punkty |
| --- | ---------------------- | ------ |
| 1.  | Giulia Belz            | 400    |
| 2.  | Ludovica Del Bianco    | 198    |
| 3.  | Karolína Horká         | 145    |
| 4.  | Tia Malovrh            | 125    |
| =   | Mara-Jolie Schlossarek | 125    |
| 6.  | Elisa Zambelli         | 116    |
| 7.  | Giada Delugan          | 100    |
| =   | Anna Senoner           | 100    |
| =   | Manca Kobentar         | 100    |
| 10. | Erika Pinzani          | 95     |